# Aluísio Pimenta
Aluísio Pimenta (Peçanha, 9 de agosto de 1923 — Belo Horizonte, 9 de maio de 2016) foi um farmacêutico, educador, reitor da Universidade Federal de Minas Gerais e político brasileiro.

## Biografia
Formou-se em 1945 pela Faculdade de Odontologia e Farmácia da Universidade Federal de Minas Gerais (UFMG).
Foi aprovado no concurso para livre docente em Química Orgânica e Biológica na Faculdade de Farmácia da UFMG (1947), professor catedrático de Química Orgânica e Bioquímica da Faculdade de Farmácia da UFMG (1951), professor catedrático da Faculdade de Filosofia, Ciências e Letras da UFMG (1952). Em 1953 e 1954, realizou os estudos de doutorado e desenvolveu trabalhos de pesquisa no Instituto Superior de Saúde, em Roma. Com base nos concursos realizados e em sua defesa de tese, recebeu o título doutor em Química Orgânica e Biológica pela UFMG.
Em fevereiro de 1964 foi eleito pelo conselho universitário para a lista tríplice e nomeado reitor da Universidade de Minas Gerais, hoje Universidade Federal de Minas Gerais (UFMG). Foi o mais jovem reitor da UFMG até aquele momento. Modernizou o ensino universitário com as reformas da universidade, deu importantes passos para a implantação do Campus Universitário da Pampulha,e defendeu e lutou pela autonomia universitária.
Entretanto, em fevereiro de 1967, deixa o cargo de reitor da UFMG. Aposentado compulsoriamente pelo AI-5, passou 17 anos fora do Brasil, onde teve a oportunidade de participar de vários projetos na área da educação, ciência e tecnologia, nas Américas, Europa, China e Japão.
Entre 1967 e 1968 esteve como professor visitante no Instituto de Educação da Universidade de Londres (Inglaterra), onde realizou o curso de especialização em Administração do Ensino Superior. Foi contratado pelo Banco Interamericano de Desenvolvimento (BID) como especialista setorial para Educação, Ciência e Tecnologia para o Chile e o Peru, em 1969. Nesse período ocupou vários cargos importantes no BID e, em 1982, tornou-se professor visitante, por dois meses, na área de Recursos Humanos e Administração na Universidade Cristã Internacional de Tóquio (Japão).

### Retorno ao Brasil
Em 1983, a convite do governador de Minas Gerais Tancredo Neves, retorna ao Brasil e assume a presidência da Fundação João Pinheiro, e depois eleito presidente do Instituto Brasileiro de Planejamento/Seção Minas Gerais.
Em 1985, em 29 de maio, é nomeado e empossado ministro de estado da Cultura pelo presidente da república José Sarney. Em 1989, pelo Partido Liberal, foi candidato à vice-presidência da República na chapa de Guilherme Afif Domingos.
Em 1991 assume, a convite do governador de Minas Gerais Hélio Garcia, a reitoria da Universidade do Estado de Minas Gerais (UEMG), com o desafio de concretizar a implantação da universidade, dois anos após a sua criação. Foi ainda assessor especial do governador de Minas Gerais Aécio Neves.
Aluísio Pimenta foi presidente da Associação Mineira de Farmacêuticos - AMF, foi fundador e vice-presidente do Conselho Federal de Farmácia (1960), fundador e presidente do Conselho Regional de Farmácia de Minas Gerais (1962). Foi escritor e articulista de jornais diários na capital de Minas.

### Morte
Na manhã do dia 9 de maio de 2016, Aluísio Pimenta faleceu na capital Belo Horizonte em decorrência de um acidente vascular cerebral, aos 93 anos. Seu corpo foi velado na Academia Mineira de Letras e encontra-se sepultado no Cemitério Parque da Colina.
Em ocasião de sua morte, o governador de Minas Gerais, Fernando Pimentel (PT), divulgou nota de pesar: “Foi com pesar que recebi a noticia do falecimento do professor Aluísio Pimenta, ex-reitor da UFMG, com quem tive a honra de conviver. Minas Gerais perde uma referência acadêmica e uma pessoa sempre sintonizada com as causas sociais e com a defesa da democracia. Aos familiares, manifesto minha solidariedade neste momento”.

## Reconhecimentos
No dia 6 de dezembro de 2000 recebeu a Medalha de Honra da UFMG. Foi doutor honoris causa da UERJ, membro da Academia Mineira de Letras e membro do Instituto Histórico e Geográfico de Minas Gerais, e membro da Real Academia de Farmácia de Madrid (Espanha) e da Ordem Nacional do Mérito da França.
Medalhas
- Infante D. Henrique de Portugal
- Inconfidência
- Santos Dumond
- Assembléia Legislativa do Estado de Minas Gerais
- Mérito Educacional do Ministério da Educação do Brasil